# Leonor Clifford, Condessa de Cumberland
Leonor Clifford, Condessa de Cumberland (nascida Brandon; em inglês:  Eleanor; Westhorpe Hall, c. entre 1518 e 1521 –  Castelo de Brougham, novembro ou 27 de setembro de 1547) foi uma nobre inglesa. Ela foi condessa de Cumberland pelo seu casamento com Henrique Clifford, 2.° Conde de Cumberland. Ela era sobrinha do rei Henrique VIII de Inglaterra.

## Família
Leonor foi a segunda filha e terceira criança fruto do casamento de Carlos Brandon, 1.º Duque de Suffolk, e da princesa Maria Tudor, viúva do rei Luís XII de França. Maria foi a terceira esposa de Carlos.
Os seus avós paternos foram Sir William Brandon e Elizabeth Bruyn. Os seus avós maternos foram o rei Henrique VII de Inglaterra e Isabel de Iorque, filha de Eduardo IV de Inglaterra e Isabel Woodville.
Leonor foi irmã integral de: Henrique, que morreu jovem; Francisca, esposa de Henrique Grey, 1.º Duque de Suffolk e depois de Adriano Stokes, sendo mãe de Joana Grey, Catarina Grey e Maria Grey, e por fim de Henrique Brandon, 1.º Conde de Lincoln.
Do segundo casamento do pai com Anne Browne, teve duas meia-irmãs: Ana, esposa de Eduardo Grey, 3.° Barão Grey de Powis, e Maria, esposa de Tomás Stanley, 2.° Barão Monteagle.
Do quarto casamento do pai com Catarina Willoughby, 12.ª Baronesa de Willoughby de Eresby, teve mais dois meio-irmãos: Henrique Brandon, 2.º Duque de Suffolk e Carlos Brandon, 3.° Duque de Suffolk.

## Biografia
A data de seu nascimento não é precisa, com diferentes autores estimando entre 1518 a 1251, ou de 1520 a 1521. Ela pode ter recebido o seu nome em homenagem à irmã de Carlos V do Sacro Império Romano-Germânico, que era Leonor da Áustria, Rainha de Portugal e de França. 
Leonor passou a maior parte de sua infância em Westhorpe Hall. Ela e sua irmã mais velha provavelmente foram instruídas em dança, canto, costura e a vida na corte, além de possivelmente terem recebido aulas de francês. De acordo com um jesuíta de era isabelina, Leonor e Francisca eram as sobrinhas favoritas de Henrique VIII, e provavelmente visitavam, ocasionalmente, a corte.
A princesa Maria, mãe de Leonor, morreu em 25 de junho de 1533, aos 37 anos. Leonor compareceu ao funeral, e a sua irmã mais velha, Francisca, então marquesa de Dorset, serviu como Pranteadora Principal. No funeral também estava presente o futuro marido da jovem, Henrique Clifford. Henrique era alto e esbelto, além de estudioso.
Por ser uma descendente direta da linhagem real da Casa de Tudor fundada pelo seu avô, Henrique VII, ela era uma desejável noiva em potencial. Em 1533, foi acordado um contrato de casamento entre Leonor e Henrique, filho de Henrique Clifford, 1.° Conde de Cumberland e de Margarida Percy. Há duas possíveis data para o casamento: junho de 1535 ou julho de 1537, na casa do pai de Leonor, Suffolk Place, em Surrey, tendo a cerimônia ocorrido na presença do tio da noiva, o rei Henrique VIII. Um ato do Parlamento referente ao dote de Leonor foi passado em fevereiro de 1536. De acordo com a neta do 2.º conde de Cumberland de seu segundo casamento, Ana Clifford, 14.ª Baronesa de Clifford, uma escritora de diários, o conde de Cumberland ficou tão animado em ter uma nora de sangue real, que ele construiu uma torre octagonal e uma grande galeria no Castelo de Skipton para o "seu magnífico entretenimento". Apesar das mudanças feitas para o casal na residência, eles residiram a maior parte do tempo no Castelo de Brougham, até a sucessão de Henrique ao condado do pai.
Em 1533, Henrique, o futuro conde, foi investido como cavalheiro da Ordem do Banho na vigília da coroação da rainha Ana Bolena, segunda esposa de Henrique VIII.  Durante a juventude, Leonor participou de festivais na corte inglesa.
Em janeiro de 1536, ela serviu como Pranteadora Principal no funeral da antiga rainha Catarina de Aragão, a primeira esposa de seu tio, a qual sua mãe falecida apoiava, tendo sido contra o casamento do irmão com Ana Bolena. Leonor, juntamente com dezesseis senhoras e cinquenta das mulheres que serviam Catarina seguiram lentamente o caixão até a Abadia de Saltry, onde a capela estava iluminada, e a comitiva descansou durante a noite. Depois, acompanhadas por quarenta e oito homens humildes vestidos com capuzes e robes pretos carregando tochas compridas, eles chegaram a Abadia de Peterbourough, onde a rainha foi sepultada.
Em outubro de 1536, durante a Peregrinação da Graça, ela estava hospedada no Priorado de Bolton se refugiando de rebelião, com o seu filho pequeno e suas duas cunhadas. Foi quando os plebeus, sitiando a fortaleza do conde de Cumberland, o Castelo de Skipton, ameaçou capturá-los, e se o castelo não fosse rendido, Leonor seria "violada e forçada com valetes para o grande mal-estar do meu senhor." Contudo, Christopher Aske, irmão do rebelde Robert Aske, também primo e recipiente do conde, recrutou o auxílio do vicário de Skipton, de um cavalariço e de um garoto, e conduziu Leonor e o resto em direção pântano durante a noite, até o Castelo de Skipton, que tinha sido fortificado anteriormente como medida de segurança contra o ataque dos rebeldes. Enquanto isso, o marido de Leonor, Henrique, defendia Carlisle contra os rebeldes.
O cerco no castelo durou de 21 ou 22 de outubro até o dia 27. Em 7 de novembro de 1536, o duque de Suffolk escreveu uma carta para o sogro da filha, expressando sua preocupação com a mesma.
Em 22 de abril de 1542, Leonor tornou-se condessa de Cumberland com a ascensão do marido. O casamento parece ter sido feliz, como evidenciado por uma carta em que ela o chama de "meu amado Senhor e marido, o conde de Cumberland."
Em 1545, o seu pai morreu, e deixou no seu testamento 200 libras de baixelas para cada uma das filhas, o equivalente a 90kg. 
Após o episódio da rebelião, a condessa não parece ter participado de mais eventos importantes da corte, provavelmente devido à problemas de saúde ou por estar grávida. Contudo, em 1546, a condessa e a irmã, Francisca, foram listadas como sendo atendentes da rainha Catarina Parr, na residência do rei. 
O rei morreu em 1547, tendo deixado escrito em seu testamento que, caso os seus filhos, o Eduardo, filho de Joana Seymour, que foi coroado Eduardo VI seguind a morte do pai, e as princesas Maria, filha de Catarina de Aragão, e Isabel, filha de Ana Bolena morressem sem herdeiros, a coroa passaria para os herdeiros da sobrinha Francisca, que eram as irmãs Grey, e se fosse necessário, para os herdeiros de Leonor.  Porém, no final das contas, seguindo a morte da rainha Isabel I, em 1603, o trono foi ocupado pelo rei Jaime I, um descendente da outra irmã de Henrique VIII, Margarida Tudor, rainha consorte de Jaime IV da Escócia, como filho da rainha Maria da Escócia.
Leonor faleceu no Castelo de Brougham, em novembro de 1547, com cerca de 27 a 28 anos de acordo com Ana Clifford. Mesmo assim, em outras fontes sua data de morte aparece como sendo em 27 de setembro daquele ano. Ela foi enterrada na Igreja da Santa Trindade, em Skipton. Segundo a autora Nicola Tallis, é possível que a condessa Leonor tenha morrido de câncer do pâncreas, pois em uma carta escrita pela condessa ao marido ela mencionava água vermelha e dor nos lados do corpo, sintomas os quais ela atribuiu à icterícia e à malária. No século XVII, foram descobertos os seus restos mortais, aparentemente indicando que ela tinha sido muito alta e com ossos largos.
Seu marido ficou doente por muito tempo seguindo a morte da adorada esposa, e ele se retirou para o interior do país para se recuperar. Também existe o relato, retirado dos manuscritos da família em Appleby, de que ele teria sido deitado e coberto com uma mortalha, preparado para o enterro. Contudo, alguns de seus homens perceberam sinais de vida nele, e o conde foi se recuperando aos poucos, ao ser amamentado por uma mulher.
Henrique Clifford raramente ia à corte após a morte da condessa. A baronesa Ana Clifford também conta que ele era interessado em alquimia e química, e possuía uma biblioteca excelente. 
O conde acabou por se casar mais uma vez, com Ana Dacre, com quem teve mais dois filhos. Antes disso, entretanto, João Dudley, 1.º Duque de Northumberland, tinha abordado Henrique com a proposta de um casamento entre o filho dele, Guildford, e a única filha sobrevivente de Henrique e Leonor, Margarida. O conde indicou homens para a negociação da união, porém, Guilford se casou com a sobrinha de Leonor, filha de Francisca Brandon, Joana Grey, conhecida como a rainha dos nove dias. O casamento provou ser fatal, pois os dois acabaram sendo executados sob as ordens da nova rainha, Maria I, após a deposição de Joana.
O conde de Cumberland foi o portador da terceira espada na coroação da rainha Maria I, além de Lorde Tenente de Westmorland, de 1553 a 1559. Porém, com a subida da rainha Isabel I ao trono, ele foi acusado de proteger sacerdotes católicos no nort, junto com o seu sogro. Em 1569, ele apoiou a reivindicação da rainha Maria da Escócia à coroa inglesa, mas não participou da Rebelião do Norte. Ele morreu naquele ano ou no ano seguinte.

## Descendência
- Carlos Clifford (após 1537 - antes de 1547), morreu jovem;
- Henrique Clifford (após 1537 - antes de 1547), morreu jovem;
- Margarida (1540 - 29 de setembro de 1596), foi quase noiva de Guilford Dudley, mas foi noiva do tio dele, André Dudley, que foi preso por se rebelar contra a rainha Maria I.[2] Ela se casou, portanto, com Henrique Stanley, 4.° Conde de Derby, com quem teve quatro filhos. Após a morte dos herdeiros Grey, ela foi acusada de usar astrologia para tentar adivinhar a data da morte da monarca, Isabel I, e a sua escolha de herdeiros. Como consequência, ela passou vários anos sob prisão domiciliar.